# Telford (nom)
Pour les articles homonymes, voir Telford (homonymie).
Cette page présente le nom de famille Telford ainsi que ses variantes.
Telford est en vieil anglais un dérivé de taelf (plateau) et forda (traversée en eau peu profonde). Ce nom se retrouve plusieurs fois dans le Domesday Book de 1086 et il existe également les variantes Tejleford et Tevellsford dans le Somerset, Warwickshire et Berkshire.
Telford semble également un dérivé du français médiéval par le surnom du soldat Taille-fer (dont Telfer et Taillefer).